# Ołeh Uruski
Ołeh Semenowycz Uruski, ukr. Олег Семенович Уруський (ur. 13 kwietnia 1963 w Czortkowie) – ukraiński inżynier i urzędnik państwowy, od 2020 do 2021 wicepremier oraz minister ds. strategicznych gałęzi przemysłu.

## Życiorys
Ukończył wyższą szkołę wojskową inżynierii lotniczej w Kijowie (1985). W 1997 uzyskał doktorat w zakresie nauk technicznych. Pracował w wojsku, następnie od 1993 do 1996 kierował wydziałem w Narodowej Agencji Kosmicznej Ukrainy, a później do 2000 stał na czele wydziału w Radzie Bezpieczeństwa Narodowego i Obrony Ukrainy. W latach 2000–2003 zajmował stanowisko pierwszego wiceprzewodniczącego państwowej komisji do spraw przemysłu obronnego, po czym do 2005 kierował departamentem w sekretariacie ukraińskiego rządu. Od marca 2005 do sierpnia 2006 był pierwszym wiceministrem przemysłu. Później zajmował się działalnością dydaktyczną, obejmował też kierownicze stanowiska w różnych przedsiębiorstwach. Od 2014 do 2015 był zastępcą dyrektora generalnego koncernu „Ukroboronprom”, a w 2015 prezesem ukraińskiej agencji kosmicznej DKAU.
W lipcu 2020 objął stanowiska wicepremiera oraz ministra do spraw strategicznych gałęzi przemysłu, dołączając wówczas do gabinetu Denysa Szmyhala. Został odwołany z rządu w listopadzie 2021.